# Enargit
Enargit (auch Clarit, Garbyit oder Guayacanit) ist ein häufig vorkommendes Mineral aus der Mineralklasse der „Sulfide und Sulfosalze“ mit der chemischen Zusammensetzung Cu3AsS4. Chemisch gesehen besteht Enargit damit aus Kupfer, Arsen und Schwefel im Verhältnis von 3 : 1 : 4, strukturell gesehen zählt er allerdings zu den mit den Sulfosalzen verwandten Sulfarsenaten.
Enargit kristallisiert im orthorhombischen Kristallsystem und entwickelt meist tafelige bis prismatische, entlang der c-Achse gestreifte Kristalle von bis zu 15 cm Größe, findet sich aber auch in Form derber Mineral-Aggregate von stahlgrauer bis schwarzer Farbe bei schwarzer Strichfarbe. Gelegentlich kommt es auch zur Zwillingsbildung, wobei entweder Durchdringungszwillinge oder sternförmige Drillinge entstehen.
Mit einer Mohshärte von 3 gehört Enargit noch zu den mittelharten Mineralen, die wie das Referenzmineral Calcit mit einer Kupfermünze ritzen lassen. Bei Ausbildung kristalliner, strahliger Form kann Enargit dem Manganit ähnlich sehen, in spätigen Aggregaten auch dem Sphalerit.

## Etymologie und Geschichte
Das Mineral wurde erstmals in der „San Francisco Erzader“ bei Morococha in der peruanischen Provinz Yauli gefunden und 1850 beschrieben von August Breithaupt, der das Mineral aufgrund seiner deutlichen bis vollkommenen Spaltbarkeit in allen drei Raumrichtungen nach dem griechischen Wort έναργής für „sichtbar“ oder „erkennbar“ benannte.

## Klassifikation
Bereits in der veralteten 8. Auflage der Mineralsystematik nach Strunz gehörte der Enargit zur Abteilung der „Sulfide mit M : S = 1 : 1“, wo er zusammen mit bisher nicht als eigenständige Mineralart anerkannten Stibioenargit die „Enargit-Reihe“ mit der System-Nr. II/B.07 bildete.
Im Lapis-Mineralienverzeichnis nach Stefan Weiß, das sich aus Rücksicht auf private Sammler und institutionelle Sammlungen noch nach dieser Form der Systematik von Karl Hugo Strunz richtet, erhielt das Mineral die System- und Mineral-Nr. II/C.14-10. In der „Lapis-Systematik“ entspricht dies der Abteilung „Sulfide mit Metall : S,Se,Te ≈ 1 : 1“, wo Enargit zusammen mit Agmantinit, Argentopyrit, Cubanit, Sternbergit und Stibioenargit eine eigenständige, aber unbenannte Gruppe bildet (Stand 2018).
Die seit 2001 gültige und von der International Mineralogical Association (IMA) bis 2009 aktualisierte 9. Auflage der Strunz’schen Mineralsystematik ordnet den Enargit dagegen in die neue Abteilung der Sulfarsenate und dort in die Unterabteilung „Sulfarsenate mit (As,Sb)S4-Tetraedern“ ein, wo er nur noch zusammen mit Petrukit die nach ihm benannte „Enargitgruppe“ mit der System-Nr. 2.KA.05 bildet.
Die vorwiegend im englischen Sprachraum gebräuchliche Systematik der Minerale nach Dana ordnet den Enargit in die Abteilung der „Sulfosalze“ ein, wo er als einziges Mitglied die unbenannten Gruppe 03.02.01 innerhalb der Unterabteilung „Sulfosalze mit dem Verhältnis z/y = 4 und der Zusammensetzung (A+)i (A2+)j [ByCz], A = Metalle, B = Halbmetalle, C = Nichtmetalle“ zu finden.

## Kristallstruktur
Enargit kristallisiert im orthorhombischen Kristallsystem in der Raumgruppe Pnm21 (Raumgruppen-Nr. 31, Stellung 2) mit den Gitterparametern a = 6,44 Å, b = 7,41 Å und c = 6,15 Å sowie 2 Formeleinheiten pro Elementarzelle.

## Modifikationen und Varietäten
Enargit ist eng verwandt mit den Mineralen Luzonit und Famatinit. Alle drei Minerale besitzen die chemische Zusammensetzung Cu3(As, Sb)S4. Im Gegensatz zu Enargit kristallisieren Luzonit und Famatinit jedoch im tetragonalen Kristallsystem. Enargit kann maximal etwa 20 % Antimon enthalten, bei größeren Gehalten entsteht immer Famatinit.
Es sind zwei Varietäten des Enargits bekannt. Von diesen enthält eine Silber, die andere Zinn.
Ein 1957 durch Strunz beschriebenes und als Stibioenargit bezeichnetes Mineral wurde von der IMA (Gründung 1959) nicht anerkannt, sondern als mögliche antimonhaltige Varietät des Enargit oder hypothetischer orthorhombischer Polymorph des Famatinit eingestuft.

## Bildung und Fundorte

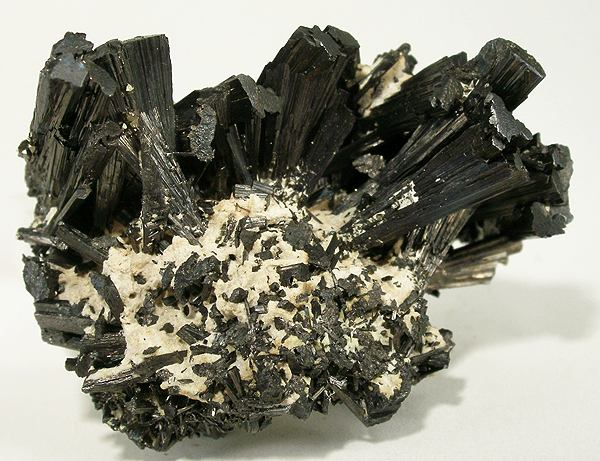
Prismatische, strahlig angeordnete Enargitkristalle aus Pasto Bueno, Provinz Pallasca, Ancash, Peru

Enargit bildet sich unter hydrothermalen Bedingungen bei Temperaturen von 280 bis 600 °C. Er ist häufig vergesellschaftet mit Pyrit, Sphalerit, Galenit, Bornit, Tetraedrit, Tennantit, Chalkosin, Covellin, Baryt und Quarz.
Weltweit konnte Enargit bisher (Stand: 2011) an rund 740 Fundorten nachgewiesen werden. Neben seiner Typlokalität Morococha in der Region Junín, wo auch die größten Enargitkristalle mit bis zu 15 cm Länge zutage traten, fand sich das Mineral noch in vielen weiteren Regionen von Peru. Erwähnenswert aufgrund seiner hervorragenden Enargitfunde ist auch die ebenfalls in Peru liegende „Luz-Angelica-Mine“ bei Quiruvilca (Santiago de Chuco) in der Region La Libertad mit Kristallfunden bis etwa 10 cm Größe.
In Europa findet man das Mineral beispielsweise in Deutschland (Baden-Württemberg, Bayern, Hessen, Nordrhein-Westfalen, Rheinland-Pfalz, Sachsen-Anhalt, Sachsen), Österreich (Kärnten, Salzburg, Steiermark, Tirol), Frankreich, Serbien und Italien. Wichtige Vorkommen liegen in den Anden Südamerikas, vor allem in Peru, Chile und Argentinien. Aber auch in den Vereinigten Staaten (Montana, Utah, Arizona, Colorado), Luzon (Philippinen) und Japan sind Vorkommen bekannt.

## Verwendung
Enargit ist ein wichtiger Rohstoff für die Gewinnung von Kupfer.